# Hoym-Verlag
Der Hoym-Verlag war ein Verlag in Hamburg und Berlin, 1920–1933, zunächst als Verlag Carl Hoym Nachf. Louis Cahnbley Hamburg-Berlin, später unter der Bezeichnung Verlag der Kommunistischen Internationale.

## Geschichte
Um unabhängig von Fremdverlagen agieren zu können, erwarb das Westeuropäische Büro der Kommunistischen Internationale (Komintern) am 3. Februar 1920 die Verlagsbuchhandlung des Hamburger Buchhändlers und Antiquars Carl (Henry) Hoym (1882–1974). Der so entstandene "Verlag Carl Hoym Nachf. Louis Cahnbley Hamburg-Berlin" war auf den Tischler und KPD-Funktionär Louis Cahnbley (1892–1970) eingetragen, hatte aber seinen Hauptsitz ab 1921 in Berlin-Mitte (Adresse: Louisenstraße 27–28 in Berlin NW 6). Während im Parteiverlag und in der Druckerei des Bezirks Wasserkante Presseerzeugnisse und Publikationen von lokaler Bedeutung erschienen, wurde der Verlag „Carl Hoym Nachf. Louis Cahnbley“ ein „zentrale(s) Instrument der Verlags- und Vertriebspolitik der Kommunistischen Internationale“ in Deutschland.
Im Hoym-Verlag erschienen neben den Protokollen der Komintern-Weltkongresse und der Zeitschrift der Kommunistischen Internationale auch deutsche Erstausgaben der Schriften von Lenin, das Jahrbuch der Kommunistischen Internationale (drei Bände des Jahrbuchs für Politik, Wirtschaft und Arbeiterbewegung), Schriften von Zetkin, Bucharin, Varga, Sinowjew, Liebknecht, Trotzki, Radek sowie sowjetische Belletristik. Hoym-Bücher waren Bestandteil der Kleinen Bibliothek der Russischen Korrespondenz und der Bibliothek der Kommunistischen Internationale.
Zwischen 1921 und 1923 erschien eine Postkartenserie mit politischen Karikaturen, Fotografien und Grafiken. Auch die deutsche Erstausgabe von John Reeds „Zehn Tage, die die Welt erschütterten“ wurde bei Hoym herausgegeben. Im Juni 1922 war der Hamburger Sitz mehrmals Ziel der rechtsterroristischen Organisation Consul. Wenn auch der Verlagsort Hamburg noch lange im Impressum des Hoym-Verlags zu lesen war, so verlagerte sich die Verlagstätigkeit in der zweiten Hälfte der 1920er Jahre endgültig nach Berlin.
Im März 1933 stellte der Verlag mit seiner Beschlagnahmung durch die Nationalsozialisten seine Tätigkeit in Deutschland ein. Geschäftsführer waren Karl Retzlaw und Johannes Holm.